# Patronato Ribas
El Patronato Ribas (en catalán: Patronat Ribas), también conocido en ocasiones como Orfanato Ribas, es un edificio del barrio de Sant Genís dels Agudells, en Barcelona, diseñado por Enric Sagnier i Villavecchia y construido entre 1920 y 1930. Actualmente es un centro de enseñanza.

## Historia

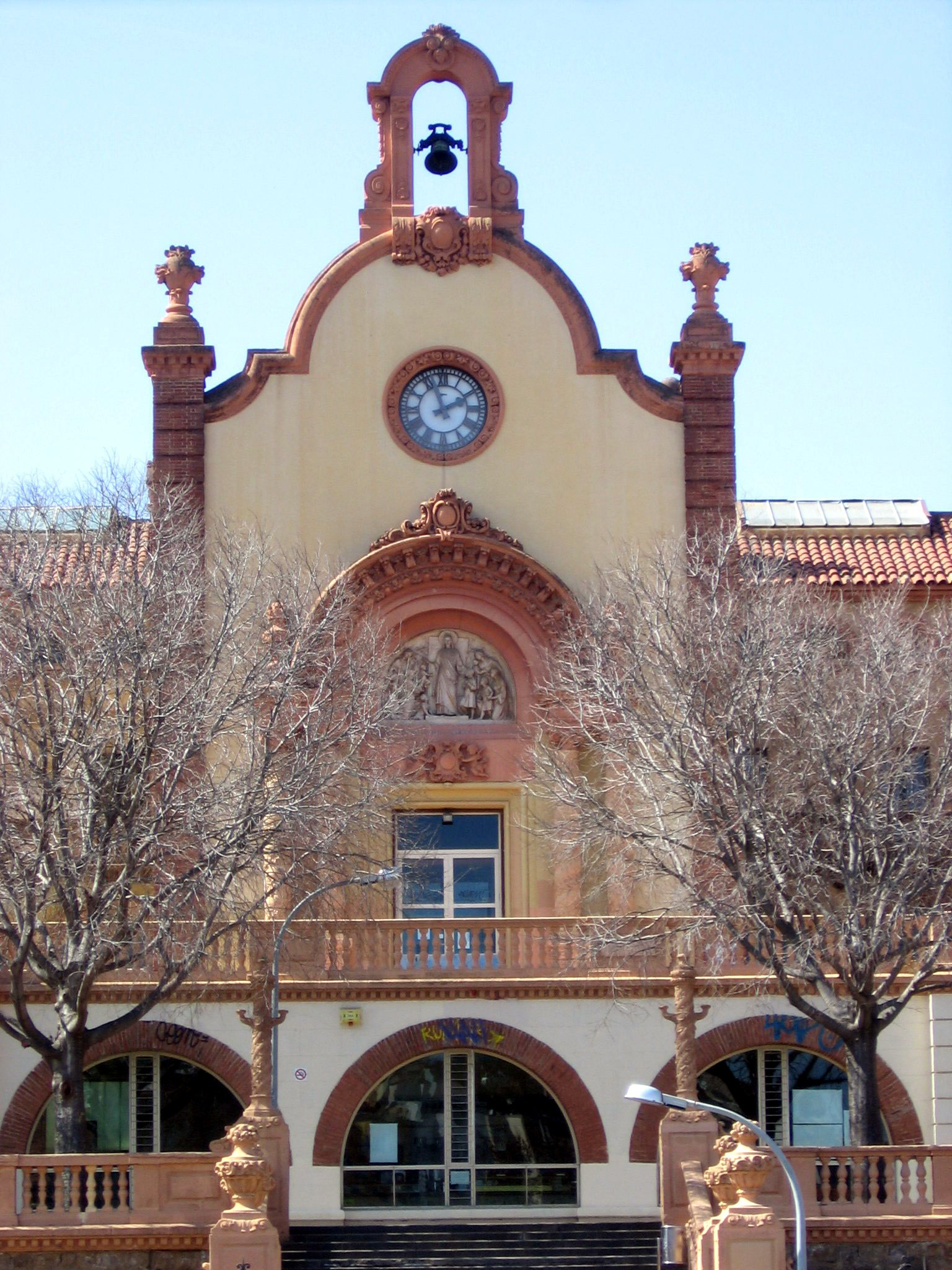
Capilla del Patronato

A comienzos del siglo XX los hermanos Rossend, Frederic y Lluís Ribas Regordosa, pertenecientes a una familia de Rubí enriquecida con la industria textil, promovieron la creación de un orfanato para los hijos de sus obreros. El Patronato Ribas se constituyó con la finalidad primordial de conservar y gestionar el patrimonio de la familia. En 1919 el Patronato adquirió la finca de Can Besora, de 47 000  m², en la zona comprendida entre el paseo del Valle de Hebrón, el antiguo camino de Sant Genís y el torrente de Sant Genís. El edificio construido tenía 9 000  m² y 800 plazas escolares. El arquitecto fue Enric Sagnier, y se inauguró en 1930.
Durante la Guerra civil española fue requisado por la Generalidad de Cataluña y utilizado como hospital. Tras la contienda volvió a su función original.
Funcionó como orfanato hasta el curso 1970-1971, fecha en que las religiosas que lo gestionaban lo vendieron al Ayuntamiento de Barcelona por falta de recursos. Durante un tiempo el edificio y todo el terreno del Patronato Ribas fueron objeto de diferentes planes territoriales y recalificaciones, destinados a considerarlo zona edificable. A partir de ese momento se inició un período de lucha vecinal para salvar el edificio del derribo, a través de la cual se consiguió la creación de un centro educativo. En 1977 se convirtió en centro de enseñanza, con estudios de formación profesional (I.F.P. Patronat Ribas) y de bachillerato (I.B. Carles Riba). En 1996, ambos institutos se fusionaron y se convirtieron en Instituto de Educación Secundaria; posteriormente, en 2002, pasó a ser un único centro de Educación Secundaria Obligatoria (Institut Vall d´Hebron). Para la unificación de los institutos, el Patronato Ribas aportó todo un sistema de ciclos formativos y el Carles Riba aportó el bachillerato artístico.

## Estilo
El edificio pertenece a la última época de la obra de Sagnier, una etapa de menor actividad profesional pero en que recibe un gran reconocimiento oficial, y en la que abandona progresivamente el modernismo, instalándose en un estilo clasicista de aire burgués, personal y ecléctico. El Patronato es un conjunto de edificios estructurado con ingenio, articulado con naves en forma de H, simétricas al eje de la capilla. Su decoración remite a un estilo populista barroco, destacando los relieves en terracota, de tradición catalana.